# عشق شهسوارانه

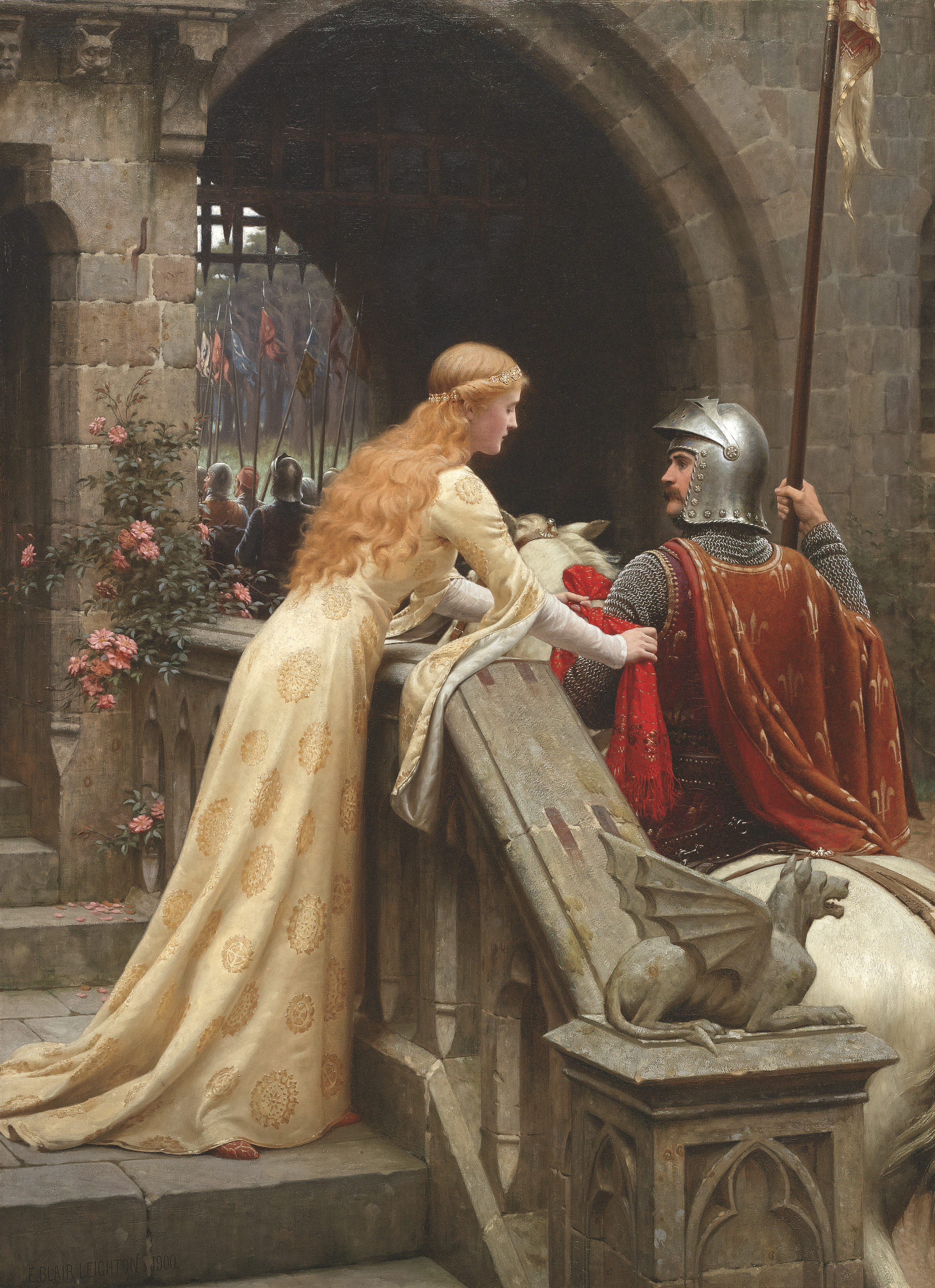
خدا به همراهت اثر ادموند لیتون، ۱۹۰۰ میلادی. بانویی در جامهٔ اواخر دوره ویکتوریا که پارچه‌ای قرمز به بازوی شوالیهٔ محبوبش می‌بندد و با این کار بازگشت پیروزمندانهٔ او را درخواست می‌کند.

عشق شهسوارانه (به انگلیسی: Courtly love یا fine amor)، رویکردی به عشق در ادبیات اروپای قرون وسطی بود که بر نجابت و شوالیه‌گری تأکید داشت. ادبیات آن دوران پر از داستان‌های شوالیه‌هایی بود که به خاطر عشق شهسوارانهٔ خود به ماجراجویی‌ها و انجام کارهای مختلفی دست می‌زدند تا به بانوی خود خدمت کنند. این گونه از عشق تنها گونه‌ای از داستان بود که برای سرگرم کردن طبقه اشراف ساخته و پرداخته می‌شد اما به مرور زمان این نگاه به عشق تغییراتی کرد و بازهٔ گسترده‌تری از مخاطبان را به خود علاقه‌مند کرد.
عشق شهسوارانه در پایان سده یازدهم میلادی در میان طبقهٔ اشراف و نجیب‌زادگان ناحیه آکیتن، پروانس، شامپانی، بورگوندی، نورمنهای جنوب ایتالیا شروع شد. عشق شهسوارانه چیزی میانهٔ احساسات شهوانی و دست‌آوردهای معنوی بود که اگرچه در ابتدا به صورت عشقی شهوانی به نظر می‌رسد اما در انتها به اعتلای معنوی و انسانی فرد می‌انجامد.
اصطلاح عشق شهسوارانه ابتدا در سال ۱۸۸۳ بدست گاستون پاریس بکار رفت و بارها با تعاریف و کاربردهای متفاوت مورد استفاده قرار گرفت تا اینکه در سدهٔ نوزدهم میلادی با پدید آمدن ادبیات رومانتیک مورد بی‌تفاوتی قرار گرفت. سرچشمهٔ آن، تفسیرها و نیز تأثیرات آن هنوز مورد بحث است.

## مراحل عشق شهسوارانه
باربارا تاکمن، مراحل عشق شهسوارانه را چنین برشمرده‌است:
- دیدن بانوی موردنظر و شیفهٔ او شدن
- تحسین او از دور
- اظهار جانسپاری به او
- عدم پذیرش عفیفانهٔ او از سوی بانو
- اظهار عشق مجدد با اظهار دوباره سوگندهای پرهیزگاری و وفاداری ابدی
- ناله‌های نزدیک شدن به مرگ از نرسیدن به عشق و نیاز
- انجام اعمال شجاعانه که به دلربایی از بانو می انجامد
- وصال عشق در پنهانی
- ماجراها و حقه‌های زیادی که برای فرار از شناخته شدن است.